# INDUSTRIAL-X
株式会社INDUSTRIAL-X（インダストリアル・エックス）は、東京都港区西新橋3丁目に本拠を置き、DX推進に関するコンサルティング、人材開発、教育事業を行う日本の企業。ESG経営やDXを切り口に企業の変革を支援する事業を手掛ける。

## 概要
2019年4月15日、松下電工（現パナソニック)出身の八子知礼により設立。会社設立の背景には、八子の平成時代に国際競争力が大きく低下した日本の将来に対する危機感があった。日本の労働生産性は低く、産業界の課題は山積しているが、これらをDXで解決することが使命だと考えた。2025年には同社は宇宙航空研究開発機構（JAXA）の宇宙戦略基金の技術開発課題において、実施機関に選ばれた。事業構造のトランスフォーメーション支援、事業構造変革にかかるビジネスコンサルティング及びソリューション評価・選定・導入、事業構造変革リソースの提供サービス、事業構造変革度の評価サービス、人材開発・教育事業などを企業や自治体に提供。
独自のビジネスモデル、RaaS（Resource as a Service：経営資源の包括提供サービス）によるDX推進事業を展開。その具体的なサービスが「Resource Cloud」である。新型コロナ禍以降急速に進展したDXの恩恵を受けにくかった製造・物流・小売の現場を制御セキュリティ対策を担保した上でリモート化・自動化するDXに注力。特に製造業やハイテク業界を中心として支援実績がある。企業が目指すべき新たなビジネスモデルの構築アドバイザリから、Resource Cloudを活用したソリューション調達、導入支援、DX人材育成、広報・マーケティング支援（BPO）といった、アドバイザリから実行までをワンストップで支援。全社規模のDX推進業務や機能を丸ごと受託する例もある。同社は100以上の業種業態の業務と課題をテンプレート化しおり、使えるソリューションや価格もすぐ提示できる仕組みを構築。早ければ10分ぐらいで提案書ができる体制を整えた。
主に製造業や建設業界、ハイテク業向けに、デジタルを活用した新しいビジネスの姿を啓蒙し、その方向への包括的な支援を行い、自らが企業の一部となり主体者として変革推進を支援する。同社の手法は、未来から逆算し企業が、「こんな姿になっていなければ生き残っていけない」という姿を具体的に提示し、速度感を伴う課題解決を進めるというもので、目指すものは需要と供給が最適化され、デジタルとリアルが最適化された社会だとする。高知県では「楽しく、楽に稼げる農業」の実現を目指し、ビニールハウスの温度や湿度、水分量、窒素濃度、日照などのデータを毎分取り続け、AIによる解析で、出来高を予測するなど、農業プラットフォーム基盤「IoP（Internet of Plants）クラウド」を活用した取り組みも行っている。
また、自社主催のイベント「Conference X」「Collaboration X」を主催する。
代表者の八子知礼は、2020年10月より広島大学AI・データイノベーション教育研究センターの特任教授を務めるほか、数冊のDXに関するビジネス関係の著書がある。八子はDXとは、CX（コーポレート・トランスフォーメーション）を経て、SX（ソーシャル・トランスフォーメーション）を実現するものだと主張する。
2023年には、テクノロジー企業成長率ランキング「Technology Fast 50 2023 Japan」にノミネートされ20位で受賞。

## 沿革
- 2019年
  - 4月15日、八子知礼により設立[3][4]。
  - 11月6日、株式会社官民連携事業研究所との業務提携を発表[27]。
- 2020年
  - 6月10日、Another worksと業務提携[28]。
  - 7月15日、i Smart Technologies株式会社と製造現場でのデータドリブンなDX推進を目指し、業務提携[29]。
  - 7月28日、TK International Sdn Bhdとの業務提携を発表[30]。
  - 8月26日、DXに必要な商材の受発注ができるウェブサービスである「Resource Cloud（リソースクラウド）」を発表[31]。
- 2021年
  - 夏からサブスクリプション方式による月額課金制サービスであるResource Cloudの提供開始[13][9]。
  - 10月1日、大成温調株式会社との業務提携を発表[32]。
- 2022年
  - 2月1日、岡野バルブ製造株式会社からの第三者割当増資による出資を受け資本業務提携[33]。
  - 4月15日、引受先を岡野バルブ製造、ベイシス、大成温調、株式会社チェンジ代表取締役兼執行役員社長の福留大士とする第三者割当増資及び融資にて、総額2.5億円の資金調達を実施[34]。
  - 7月15日、株式会社フツパーと、業務提携契約を締結[35]。
  - 8月23日、RevCommとの業務提携を発表[36]。
- 2023年
  - 6月23日、八子が日本DX大賞2023にて審査員を務める[37]。
  - 7月28日、中四国エリアのDXの活性を目的にしたビジネスカンファレンス「中四国DXサミット2023」―中四国エリアから日本の産業が変わる―を開催[38]。
  - 11月28日、NICO設立20周年「交流と感謝の集い」にて講演[39]。
  - 12月5日、現場を変えるDX戦略カミナシ現場DX FORUM 2023[40]。
  - 12月15日、DXカンファレンス「ConferenceX in東京2023」開催[41]。
- 2024年
  - 1月、TOPPANと資本業務提携契約を締結。同年4月より、TOPPANグループとINDUSTRIAL-X共同でのサービス提供を本格的に開始[42]。
  - 4月10日、シリーズBラウンドで第三者割当増資並びに金融機関からの融資で総額7億円を資金調達[43]。
  - 5月、DXプロジェクト企画立案をワンストップで支援するサービスツール「DX plus」を提供開始[44][45]。
  - 9月2日、プロンプト・Ｋを子会社化[46]。
  - 10月16日、レポート生成AI（人工知能）ツール「InduStudy」（インダスタディ）の提供を開始。同ツールは、DX提案に必要な業界動向や課題分析を効率的に行うことができ、営業活動や経営支援業務の効率化を図るもの[47][48]。
  - 11月5日、株式会社CCイノベーション、一般財団法人 北國総合研究所と共に、金沢エリアのDXによる活性化を目的にしたビジネスカンファレンス「金沢DXサミット2024」を開催[49]。
  - 11月19日-20日、TSUNAGU広島2024に出展[50]。
  - 12月10日、「Conference X 2024」–THE NEW MODEL of DXを開催[51]。
  - 12月27日、DX企画・提案プロセスの自動化ツール「DX plus」に関するビジネスモデル特許を登録（特許第7612263号）[52]。
- 2025年
  - 3月4日、DX業界分析AIツール「InduStudy」に、業界別・業界課題マップの自動生成機能を追加[53]。
  - 3月10日、衛星のアーキテクチャ標準化と開発プロセスの標準化と効率化の基本方針を確立させることを目的に、デジタルトランスフォーメーション（DX）の視点を踏まえた標準化と開発プロセス改革の実現可能性を三菱電機やNECと連携して調査、検討することが発表された[54]。
  - 5月2日、杉本商事がINDUSTRIAL-Xへ出資[55]。
  - 6月2日、DX支援者向けの変革パートナープログラムを開始[56]。

## 主要商品・サービス
DXコンサルティング

### Resource Cloud
2021年夏から提供。同社のビジネスコンセプトである「Resource As a Service」の具体的なサービスである。サブスクリプション方式による月額課金制サービスで、顧客がDXの目標を定めた上で、必要なソリューション（製品、サービス、人材、情報など）を検索し、設置・構築やコンサルティングの必要性の有無を選択する。選択したソリューションによってオプションの追加料金が加算される。

### eラーニングで学ぶDX講座
- DXに関する知識を学ぶ研修の提供。[4]。

## メディア
- 2025年4月8日 - 【セカイ経済】クラウドネイティブ時代のビジネス戦略！国際競争力を高める秘策【Sponsored】（テレ東BIZ）[58]
- 2025年7月10日 - 優秀人材だらけ？広島電鉄がたどり着いた「一流職人」を高速で育てる“ある方法”（Seizo Trend）[59]